# Naute-Erholungsgebiet
Das Naute-Erholungsgebiet (englisch Naute Recreation Resort, auch Naute Game Park (Naute Wildschutzgebiete)) ist ein 230 Quadratkilometer großes Erholungsgebiet im Süden von Namibia, 55 Kilometer südlich der Regionalhauptstadt Keetmanshoop. Es umgibt den Naute-Damm.
Das Naute-Erholungsgebiet ist ein Treffpunkt für Wassersportler, Angler und Tierfreunde. Ihnen stehen 600 ha im Süden des Staudamms zur Verfügung. Auf dem restlichen Gebiet leben vor allem Springböcke, Kudu und Duiker.